# Selma Ashipala-Musavyi
Selma Ashipala-Musavyi (* 16. Juni 1960 in Walvis Bay, Südafrika) ist eine namibische Diplomatin und Politikerin (SWAPO). Seit dem März 2025 ist sie Außen- und Handelsministerin ihres Landes.

## Werdegang
Ashipala-Musavyi studierte an der Keele University in England und erwarb einen Master in diplomatische Studien.
1990 trat sie im Ministerium für internationale Beziehungen in den namibischen Staatsdienst. Sie war von 1995 bis 2000 stellvertretende ständige Vertreterin Namibias bei den Vereinten Nationen in New York und von 1999 bis 2000 stellvertretende Leiterin der namibischen Delegation beim Sicherheitsrat der Vereinten Nationen. Anschließend war sie stellvertretende Direktorin und Leiterin der Abteilung für internationale Organisationen im Außenministerium (2001 bis 2002) und von 2003 bis 2004 Unterstaatssekretärin für multilaterale Angelegenheiten. 2005 wurde sie stellvertretende Missionschefin der namibischen Botschaft in den USA.
2006 wurde Ashipala-Musavyi zur Botschafterin Namibias in Österreich mit Akkreditierung in mehreren osteuropäischen Ländern und zur ständigen Vertreterin ihres Landes bei den Vereinten Nationen in Wien ernannt. Anschließend war sie Hochkommissarin in Nigeria mit Zuständigkeit für die gesamte westafrikanische Region und die Westafrikanische Wirtschaftsgemeinschaft. Sie Mitglied des Beratungsgremiums des UN-Generalsekretärs für Abrüstungsfragen. 2013 wurde sie zur ersten weiblichen Staatssekretärin im Außenministerium ernannt. 2020 trat sie als Exekutivdirektorin des Ministeriums für internationale Beziehungen in den Ruhestand. 2021 wurde  zur namibischen Hochkommissarin in Ghana ernannt.
Am 22. März 2025 wurde Ashipala-Musavyi von Präsidentin Netumbo Nandi-Ndaitwah in das neu gebildete Kabinett berufen und zur Ministerin für internationale Beziehungen und Handel ernannt. Sie ist seit 2025 auch Mitglied der Nationalversammlung.